# 酸啤酒
酸啤酒（英语：Sour beer）是人为制造出酸味的啤酒。比利时拉比克啤酒、佛兰德红艾尔啤酒、德国戈斯啤酒、柏林白啤酒都属于酸啤酒。

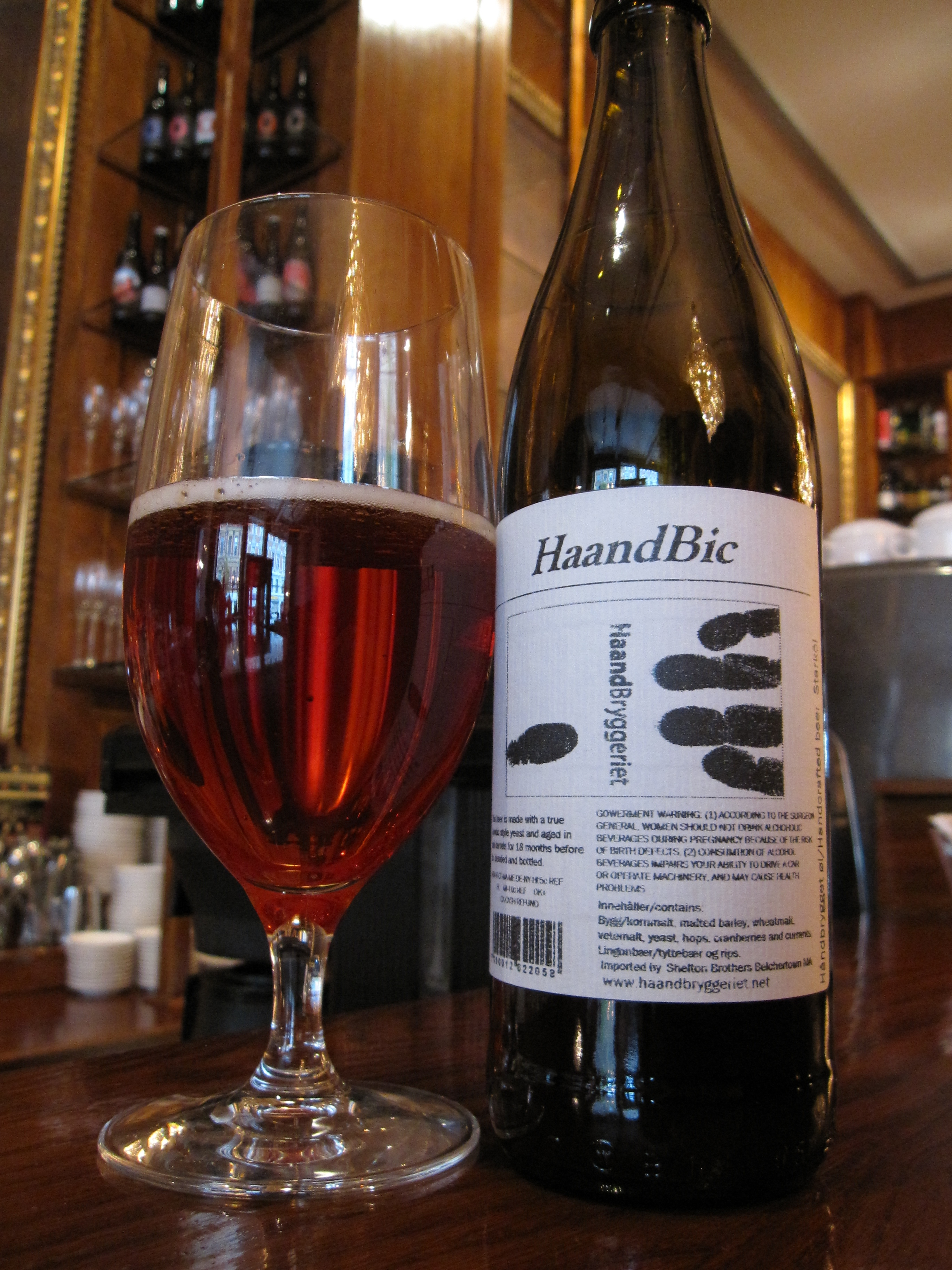
挪威出品的一款酸啤酒

## 酿造
与现代酿造工艺不同的是，现代酿造啤酒是在卫生的环境中进行，以防杂菌入侵，过去在酿造时会利用环境中的微生物发酵。 酸啤酒有意让环境中的微生物参与酿造，传统上是通过开口木桶或通过开口的冷却盘冷却麦芽汁实现。

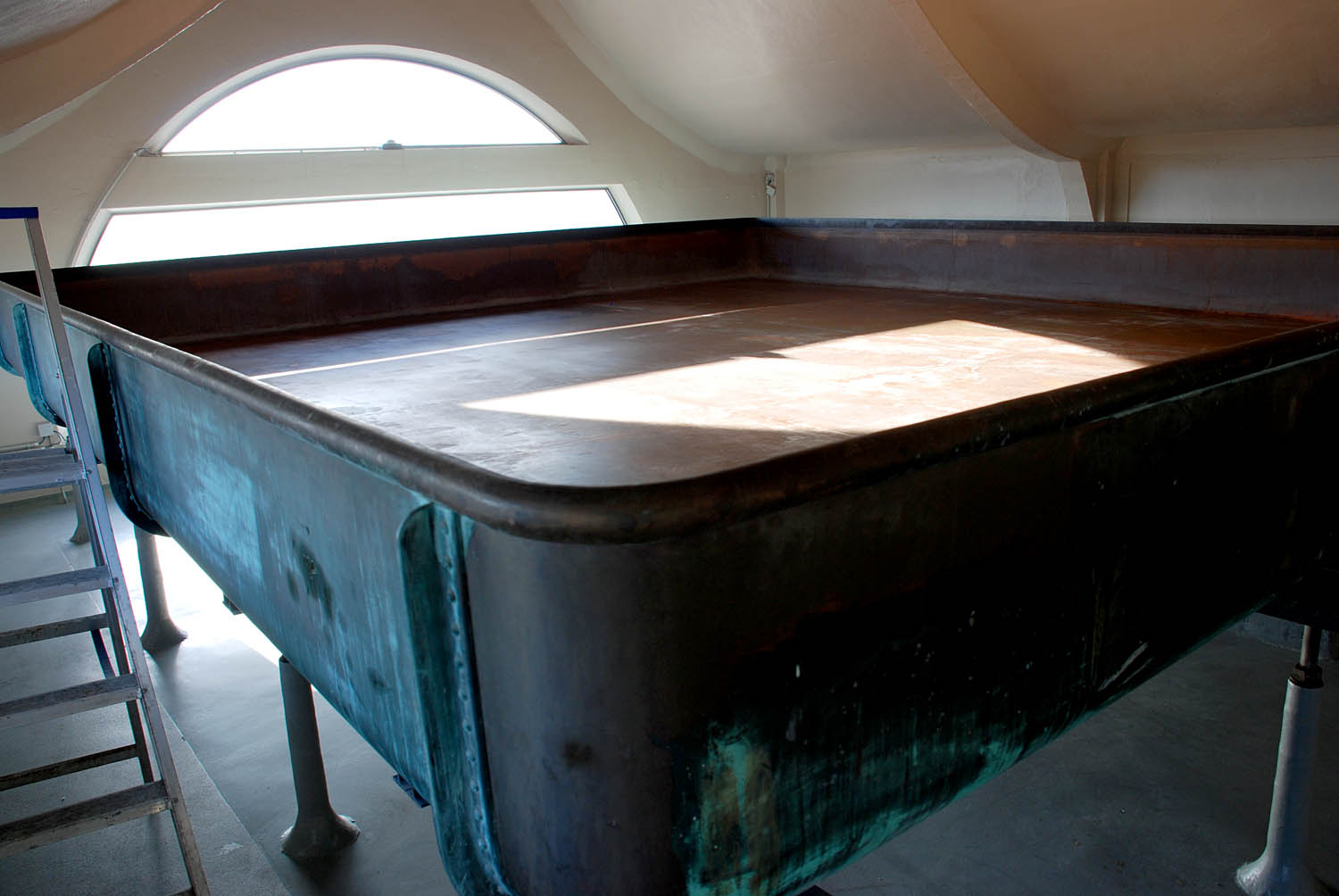
冷却盘

- 冷却盘